# Coppa del Brasile 2016
La Coppa del Brasile 2016 (ufficialmente in portoghese Copa do Brasil 2016) è stata la 28ª edizione della Coppa del Brasile.

## Formula
Partite a eliminazione diretta con gare di andata e ritorno. In caso di pareggio nei tempi regolamentari, passa la squadra che ha realizzato il maggior numero di gol fuori casa. Nel caso non sia possibile determinare un vincitore con la regola dei gol fuori casa, sono previsti i tiri di rigore. La regola dei gol fuori casa non si applica per la finale.
Nel primo e secondo turno la squadra che gioca la prima partita in trasferta è quella con il miglior piazzamento nel Ranking CBF e se vince con 2 o più gol di scarto è automaticamente qualificata al turno successivo senza dover disputare la gara di ritorno.

## Partecipanti
6 squadre ammesse di diritto a partire dagli ottavi di finale (5 per essersi qualificate alla Coppa Libertadores 2016 e quella con il miglior piazzamento nella Série A 2015 tra le squadre che non partecipano alla Coppa Libertadores 2016), 70 squadre ammesse tramite piazzamenti nelle competizioni statali, 10 tramite Ranking CBF.

### Qualificati agli ottavi di finale
Squadre ammesse direttamente agli ottavi di finale:
| Squadra          | Città          | Stato             | Motivo qualificazione                            |
| ---------------- | -------------- | ----------------- | ------------------------------------------------ |
| Palmeiras        | San Paolo      | San Paolo         | Vincitore della Coppa del Brasile 2015           |
| Corinthians      | San Paolo      | San Paolo         | Vincitore del Campeonato Brasileiro Série A 2015 |
| Atlético Mineiro | Belo Horizonte | Minas Gerais      | 2° nel Campeonato Brasileiro Série A 2015        |
| Grêmio           | Porto Alegre   | Rio Grande do Sul | 3° nel Campeonato Brasileiro Série A 2015        |
| San Paolo        | San Paolo      | San Paolo         | 4° nel Campeonato Brasileiro Série A 2015        |
| Internacional    | Porto Alegre   | Rio Grande do Sul | 5° nel Campeonato Brasileiro Série A 2015        |

### Competizioni statali
Squadre ammesse per il miglior piazzamento nei campionati o nelle coppe statali:
| Stato               | Squadra (Città)                             | Motivo qualificazione                                   |
| ------------------- | ------------------------------------------- | ------------------------------------------------------- |
| Acre                | Rio Branco-AC (Rio Branco)                  | Vincitore del Campionato Acriano 2015                   |
| Acre                | Galvez (Rio Branco)                         | 2° nel Campionato Acriano 2015                          |
| Alagoas             | CRB (Maceió)                                | Vincitore del Campionato Alagoano 2015                  |
| Alagoas             | Coruripe (Coruripe)                         | 2° nel Campionato Alagoano 2015                         |
| Alagoas             | ASA (Arapiraca)                             | Vincitore della prima fase del Campionato Alagoano 2015 |
| Amapá               | Santos-AP (Macapá)                          | Vincitore del Campionato Amapaense 2015                 |
| Amazonas            | Nacional-AM (Manaus)                        | Vincitore del Campionato Amazonense 2015                |
| Amazonas            | Princesa do Solimões (Manacapuru)           | 2° nel Campionato Amazonense 2015                       |
| Bahia               | Bahia (Salvador)                            | Vincitore del Campionato Baiano 2015                    |
| Bahia               | Vitória da Conquista (Vitória da Conquista) | 2° nel Campionato Baiano 2015                           |
| Bahia               | Juazeirense (Juazeiro)                      | 2° nella Copa Governador do Estado da Bahia 2015        |
| Ceará               | Fortaleza (Fortaleza)                       | Vincitore del Campionato Cearense 2015                  |
| Ceará               | Ceará (Fortaleza)                           | 2° nel Campionato Cearense 2015                         |
| Ceará               | Guarany de Sobral (Sobral)                  | Vincitore della Copa Fares Lopes 2015                   |
| Distretto Federale  | Gama (Gama)                                 | Vincitore del Campionato Brasiliense 2015               |
| Distretto Federale  | Brasília (Brasilia)                         | 2° nel Campionato Brasiliense 2015                      |
| Espírito Santo      | Rio Branco-ES (Vitória)                     | Vincitore del Campionato Capixaba 2015                  |
| Goiás               | Goiás (Goiânia)                             | Vincitore del Campionato Goiano 2015                    |
| Goiás               | Aparecidense (Aparecida de Goiânia)         | 2° nel Campionato Goiano 2015                           |
| Goiás               | Goianésia (Goianésia)                       | 3° nel Campionato Goiano 2015                           |
| Maranhão            | Imperatriz (Imperatriz)                     | Vincitore del Campionato Maranhense 2015                |
| Maranhão            | Sampaio Corrêa (São Luís)                   | 2° nel Campionato Maranhense 2015                       |
| Mato Grosso         | Cuiabá (Cuiabá)                             | Vincitore del Campionato Matogrossense 2015             |
| Mato Grosso         | CEOV (Várzea Grande)                        | 2° nel Campionato Matogrossense 2015                    |
| Mato Grosso         | Dom Bosco (Cuiabá)                          | Vincitore della Copa FMF 2015                           |
| Mato Grosso do Sul  | Comercial-MS (Campo Grande)                 | Vincitore del Campionato Sul-Matogrossense 2015         |
| Mato Grosso do Sul  | Ivinhema (Ivinhema)                         | 2° nel Campionato Sul-Matogrossense 2015                |
| Minas Gerais        | Caldense (Poços de Caldas)                  | 2° nel Campionato Mineiro 2015                          |
| Minas Gerais        | Cruzeiro (Belo Horizonte)                   | 3° nel Campionato Mineiro 2015                          |
| Minas Gerais        | Tombense (Tombos)                           | 4° nel Campionato Mineiro 2015                          |
| Minas Gerais        | América-MG (Belo Horizonte)                 | 5° nel Campionato Mineiro 2015                          |
| Pará                | Remo (Belém)                                | Vincitore del Campionato Paraense 2015                  |
| Pará                | Independente-PA (Tucuruí)                   | 2° nel Campionato Paraense 2015                         |
| Pará                | Parauapebas (Parauapebas)                   | 3° nel Campionato Paraense 2015                         |
| Paraíba             | Campinense (Campina Grande)                 | Vincitore del Campionato Paraibano 2015                 |
| Paraíba             | Botafogo-PB (João Pessoa)                   | 2° nel Campionato Paraibano 2015                        |
| Paraná              | Operário-PR (Ponta Grossa)                  | Vincitore del Campionato Paranaense 2015                |
| Paraná              | Coritiba (Curitiba)                         | 2° nel Campionato Paranaense 2015                       |
| Paraná              | Londrina (Londrina)                         | 3° nel Campionato Paranaense 2015                       |
| Pernambuco          | Santa Cruz (Recife)                         | Vincitore del Campionato Pernambucano 2015              |
| Pernambuco          | Salgueiro (Salgueiro)                       | 2° nel Campionato Pernambucano 2015                     |
| Pernambuco          | Sport Recife (Recife)                       | 3° nel Campionato Pernambucano 2015                     |
| Piauí               | River (Teresina)                            | Vincitore del Campionato Piauiense 2015                 |
| Piauí               | Parnahyba (Parnaíba)                        | Vincitore della Copa Piauí 2015                         |
| Rio de Janeiro      | Vasco da Gama (Rio de Janeiro)              | Vincitore del Campionato Carioca 2015                   |
| Rio de Janeiro      | Botafogo (Rio de Janeiro)                   | 2° nel Campionato Carioca 2015                          |
| Rio de Janeiro      | Flamengo (Rio de Janeiro)                   | 3° nel Campionato Carioca 2015                          |
| Rio de Janeiro      | Fluminense (Rio de Janeiro)                 | 4° nel Campionato Carioca 2015                          |
| Rio de Janeiro      | Resende (Resende)                           | Vincitore della Copa Rio 2015                           |
| Rio Grande do Norte | América-RN (Natal)                          | Vincitore del Campionato Potiguar 2015                  |
| Rio Grande do Norte | ABC (Natal)                                 | 2° nel Campionato Potiguar 2015                         |
| Rio Grande do Norte | Globo (Ceará-Mirim)                         | 3° nel Campionato Potiguar 2015                         |
| Rio Grande do Sul   | Brasil de Pelotas (Pelotas)                 | 3° nel Campionato Gaúcho 2015                           |
| Rio Grande do Sul   | Juventude (Caxias do Sul)                   | 4° nel Campionato Gaúcho 2015                           |
| Rio Grande do Sul   | Ypiranga-RS (Erechim)                       | 5° nel Campionato Gaúcho 2015                           |
| Rio Grande do Sul   | Lajeadense (Lajeado)                        | Vincitore della Copa FGF 2015                           |
| Rondônia            | Genus (Porto Velho)                         | Vincitore del Campionato Rondoniense 2015               |
| Roraima             | Náutico-RR (Caracaraí)                      | Vincitore del Campionato Roraimense 2015                |
| San Paolo           | Santos (Santos)                             | Vincitore del Campionato Paulista 2015                  |
| San Paolo           | Ponte Preta (Campinas)                      | 5° nel Campionato Paulista 2015                         |
| San Paolo           | Red Bull Brasil (Campinas)                  | 6° nel Campionato Paulista 2015                         |
| San Paolo           | Ferroviária (Araraquara)                    | Vincitore del Campionato Paulista Série A2 2015         |
| San Paolo           | Linense (Lins)                              | Vincitore della Copa Paulista 2015                      |
| Santa Catarina      | Figueirense (Florianópolis)                 | Vincitore del Campionato Catarinense 2015               |
| Santa Catarina      | Joinville (Joinville)                       | 2° nel Campionato Catarinense 2015                      |
| Santa Catarina      | Chapecoense (Chapecó)                       | 3° nel Campionato Catarinense 2015                      |
| Santa Catarina      | Inter de Lages (Lages)                      | 4° nel Campionato Catarinense 2015                      |
| Sergipe             | Confiança (Aracaju)                         | Vincitore del Campionato Sergipano 2015                 |
| Sergipe             | Estanciano (Estância)                       | 2° nel Campionato Sergipano 2015                        |
| Tocantins           | Tocantinópolis (Tocantinópolis)             | Vincitore del Campionato Tocantinense 2015              |

### Ranking
Squadre ammesse per il miglior piazzamento nel Ranking CBF 2016:
| Pos | Squadra          | Città             | Stato          |
| --- | ---------------- | ----------------- | -------------- |
| 12  | Athl. Paranaense | Curitiba          | Paraná         |
| 20  | Vitória          | Salvador          | Bahia          |
| 22  | Criciúma         | Criciúma          | Santa Catarina |
| 23  | Avaí             | Florianópolis     | Santa Catarina |
| 25  | Náutico          | Recife            | Pernambuco     |
| 28  | Atl. Goianiense  | Goiânia           | Goiás          |
| 30  | Paysandu         | Belém             | Pará           |
| 32  | Portuguesa       | San Paolo         | San Paolo      |
| 33  | Bragantino       | Bragança Paulista | San Paolo      |
| 34  | Paraná           | Curitiba          | Paraná         |

## Risultati

### Primo turno
Andata 16, 17 marzo, 5, 6, 7, 12, 13, 14, 19, 20, 21, 27 aprile e 18 maggio 2016, ritorno 6, 7, 13, 14, 19, 20, 21, 26, 27, 28, 30 aprile, 4, 5 e 25 maggio 2016. Gli accoppiamenti sono stati determinati tramite sorteggio l'11 gennaio 2016.
| Squadra 1            | Totale      | Squadra 2        | Andata | Ritorno |
| -------------------- | ----------- | ---------------- | ------ | ------- |
| Santos-AP            | 1-4         | Santos           | 1-1    | 0-3     |
| Galvez               | 2-1         | Rio Branco-AC    | 1-0    | 1-1     |
| Goianésia            | 3-4         | ABC              | 1-1    | 2-3     |
| Gama                 | gfc 3-3     | América-RN       | 1-0    | 2-3     |
| River                | 3-3 8-7 dcr | Goiás            | 2-1    | 1-2     |
| Linense              | 2-2 5-6 dcr | Botafogo-PB      | 1-1    | 1-1     |
| Resende              | 3-3 gfc     | Ceará            | 2-2    | 1-1     |
| Comercial-MS         | 1-2         | Joinville        | 1-1    | 0-1     |
| Remo                 | 1-3         | Vasco da Gama    | 0-1    | 1-2     |
| Ivinhema             | 0-2         | CRB              | 0-2    | -       |
| Vitória da Conquista | gfc 1-1     | Náutico          | 0-0    | 1-1     |
| Rio Branco-ES        | 0-1         | Santa Cruz       | 0-1    | 0-0     |
| Campinense           | 2-3         | Cruzeiro         | 0-0    | 2-3     |
| Parauapebas          | 0-7         | Londrina         | 0-1    | 0-6     |
| Náutico-RR           | 3-6         | Vitória          | 2-3    | 1-3     |
| Parnahyba            | 2-2 gfc     | Portuguesa       | 2-1    | 0-1     |
| Guarany de Sobral    | 0-3         | Coritiba         | 0-3    | -       |
| Tocantinópolis       | 1-3         | Juventude        | 1-1    | 0-2     |
| Operário-PR          | 3-2         | Criciúma         | 2-1    | 1-1     |
| Independente-PA      | 1-4         | Paysandu         | 1-2    | 0-2     |
| Brasil de Pelotas    | 1-2         | Athl. Paranaense | 1-1    | 0-1     |
| Dom Bosco            | 3-1         | Nacional-AM      | 2-0    | 1-1     |
| Princesa do Solimões | 1-4         | Chapecoense      | 1-2    | 0-2     |
| Estanciano           | 1-3         | Paraná           | 1-1    | 0-2     |
| Confiança            | 1-3         | Flamengo         | 1-0    | 0-3     |
| Imperatriz           | 1-3         | Fortaleza        | 1-1    | 0-2     |
| Globo                | 1-3         | Bahia            | 0-0    | 1-3     |
| Red Bull Brasil      | 3-4         | América-MG       | 1-1    | 2-3     |
| Tombense             | 0-3         | Fluminense       | 0-3    | -       |
| Ferroviária          | 2-1         | Salgueiro        | 1-0    | 1-1     |
| Aparecidense         | 4-1         | Sport Recife     | 2-0    | 2-1     |
| Ypiranga-RS          | 4-2         | Atl. Goianiense  | 2-2    | 2-0     |
| Lajeadense           | 0-2         | Figueirense      | 0-2    | -       |
| Inter de Lages       | 2-2 gfc     | Sampaio Corrêa   | 1-2    | 1-0     |
| Caldense             | 2-3         | Ponte Preta      | 1-2    | 1-1     |
| Genus                | 3-2         | ASA              | 2-0    | 1-2     |
| Coruripe             | 1-2         | Botafogo         | 0-1    | 1-1     |
| Juazeirense          | 1-1 5-4 dcr | Cuiabá           | 1-0    | 0-1     |
| CEOV                 | 1-2         | Avaí             | 1-0    | 0-2     |
| Brasília             | 0-2         | Bragantino       | 0-2    | -       |

### Secondo turno
Andata 3, 4, 5, 10, 11, 12, 17 maggio e 1º giugno 2016, ritorno 10, 12, 17, 18, 19 maggio, 15 giugno e 6 luglio 2016.
| Squadra 1            | Totale      | Squadra 2        | Andata | Ritorno |
| -------------------- | ----------- | ---------------- | ------ | ------- |
| Galvez               | 0-3         | Santos           | 0-3    | -       |
| Gama                 | 2-2 4-1 dcr | ABC              | 1-1    | 1-1     |
| River                | 0-2         | Botafogo-PB      | 0-1    | 0-1     |
| Joinville            | 0-2         | Ceará            | 0-1    | 0-1     |
| CRB                  | 1-2         | Vasco da Gama    | 0-1    | 1-1     |
| Vitória da Conquista | 0-2         | Santa Cruz       | 0-2    | -       |
| Londrina             | 0-2         | Cruzeiro         | 0-2    | -       |
| Portuguesa           | 1-3         | Vitória          | 0-0    | 1-3     |
| Juventude            | 3-2         | Coritiba         | 1-0    | 2-2     |
| Operário-PR          | 1-2         | Paysandu         | 1-0    | 0-2     |
| Dom Bosco            | 2-7         | Athl. Paranaense | 2-2    | 0-5     |
| Paraná               | 2-3         | Chapecoense      | 2-1    | 0-2     |
| Fortaleza            | 4-2         | Flamengo         | 2-1    | 2-1     |
| América-MG           | 1-0         | Bahia            | 0-0    | 1-0     |
| Ferroviária          | 3-6         | Fluminense       | 3-3    | 0-3     |
| Ypiranga-RS          | 4-3         | Aparecidense     | 3-1    | 1-2     |
| Sampaio Corrêa       | 1-3         | Figueirense      | 1-2    | 0-1     |
| Genus                | 0-4         | Ponte Preta      | 0-1    | 0-3     |
| Juazeirense          | 1-3         | Botafogo         | 1-2    | 0-1     |
| Bragantino           | 2-1         | Avaí             | 1-0    | 1-1     |

### Terzo turno
Andata 6, 7, 13, 20 e 21 luglio 2016, ritorno 20, 27 e 28 luglio 2016. Il fattore campo è stato determinato tramite sorteggio il 23 maggio 2016.
| Squadra 1        | Totale  | Squadra 2   | Andata | Ritorno |
| ---------------- | ------- | ----------- | ------ | ------- |
| Gama             | 0-3     | Santos      | 0-0    | 0-3     |
| Botafogo-PB      | 3-0     | Ceará       | 3-0    | 0-0     |
| Vasco da Gama    | 4-3     | Santa Cruz  | 1-1    | 3-2     |
| Vitória          | 2-4     | Cruzeiro    | 1-2    | 1-2     |
| Juventude        | 2-1     | Paysandu    | 0-0    | 2-1     |
| Athl. Paranaense | gfc 1-1 | Chapecoense | 0-0    | 1-1     |
| América-MG       | 2-4     | Fortaleza   | 1-0    | 1-4     |
| Fluminense       | 3-1     | Ypiranga-RS | 1-1    | 2-0     |
| Figueirense      | 0-5     | Ponte Preta | 0-0    | 0-5     |
| Bragantino       | 2-3     | Botafogo    | 2-2    | 0-1     |

### Ottavi di finale

#### Sorteggio
Gli accoppiamenti e il fattore campo sono stati determinati tramite sorteggio il 2 agosto 2016. Le squadre sono state divise in due urne: la prima con le 6 squadre che sono entrate nella competizione a partire dagli ottavi di finale più le due qualificate dal terzo turno con la miglior posizione nel Ranking CBF, la seconda con gli altri 8 club qualificati dopo il terzo turno.
Sono contrassegnate con un asterisco (*) le squadre che entrano nella competizione a partire dagli ottavi di finale, tra parentesi è indicata la posizione nel Ranking CBF.
| Urna A | Urna B |
| --- | --- |
| Corinthians* (1) Grêmio* (2) Cruzeiro (3) Santos (4) San Paolo* (5) Atlético Mineiro* (7) Palmeiras* (8) Internacional* (9) | Fluminense (10) Vasco da Gama (11) Athl. Paranaense (12) Botafogo (13) Ponte Preta (17) Fortaleza (42) Botafogo-PB (56) Juventude (59) |

#### Partite
Andata 24, 31 agosto e 1º settembre 2016, ritorno 21 e 22 settembre 2016.
| Squadra 1        | Totale      | Squadra 2     | Andata | Ritorno |
| ---------------- | ----------- | ------------- | ------ | ------- |
| San Paolo        | 2-2 gfc     | Juventude     | 1-2    | 1-0     |
| Fluminense       | 1-2         | Corinthians   | 1-1    | 0-1     |
| Santos           | 5-3         | Vasco da Gama | 3-1    | 2-2     |
| Palmeiras        | 3-1         | Botafogo-PB   | 3-0    | 0-1     |
| Athl. Paranaense | 1-1 3-4 dcr | Grêmio        | 0-1    | 1-0     |
| Internacional    | 3-1         | Fortaleza     | 3-0    | 0-1     |
| Botafogo         | 2-6         | Cruzeiro      | 2-5    | 0-1     |
| Atlético Mineiro | gfc 3-3     | Ponte Preta   | 1-1    | 2-2     |

### Quarti di finale
Andata 28 settembre 2016, ritorno 19 ottobre 2016. Gli accoppiamenti e il fattore campo sono stati determinati tramite sorteggio il 23 settembre 2016.
| Squadra 1        | Totale      | Squadra 2     | Andata | Ritorno |
| ---------------- | ----------- | ------------- | ------ | ------- |
| Atlético Mineiro | 1-1 4-2 dcr | Juventude     | 1-0    | 0-1     |
| Santos           | 2-3         | Internacional | 2-1    | 0-2     |
| Grêmio           | 3-2         | Palmeiras     | 2-1    | 1-1     |
| Corinthians      | 4-5         | Cruzeiro      | 2-1    | 2-4     |

### Semifinali
Andata 26 ottobre 2016, ritorno 2 novembre 2016. Il fattore campo è stato determinato tramite sorteggio il 20 ottobre 2016.
| Squadra 1     | Totale | Squadra 2        | Andata | Ritorno |
| ------------- | ------ | ---------------- | ------ | ------- |
| Internacional | 3-4    | Atlético Mineiro | 1-2    | 2-2     |
| Cruzeiro      | 0-2    | Grêmio           | 0-2    | 0-0     |

### Finale
Il fattore campo è stato determinato tramite sorteggio il 4 novembre 2016.

#### Andata
| Arbitro: | Péricles Bassols |

|             |           |                                  |
| Gabriel 81’ | Marcatori | 29’, 54’ Pedro Rocha 90’ Everton |

| Atlético-MG | Grêmio |

| Atlético Mineiro (4-3-3) |    |                  |       |     |
|                          |    |                  |       |     |
| P                        | 1  | Victor           |       |     |
| D                        | 19 | Carlos César     |       |     |
| D                        | 31 | Gabriel          | 6’    |     |
| D                        | 4  | Frickson Erazo   |       |     |
| D                        | 39 | Fábio Santos     |       |     |
| C                        | 8  | Leandro Donizete |       |     |
| C                        | 21 | Júnior Urso      | 69’   | 71’ |
| C                        | 11 | Juan Cazares     |       | 58’ |
| A                        | 70 | Maicosuel        |       | 71’ |
| A                        | 9  | Lucas Pratto (c) |       |     |
| A                        | 7  | Robinho          |       |     |
| A disposizione:          |    |                  |       |     |
| P                        | 20 | Giovanni         |       |     |
| D                        | 2  | Marcos Rocha     |       | 71’ |
| D                        | 15 | Edcarlos         |       |     |
| D                        | 29 | Patric           |       |     |
| D                        | 33 | Ronaldo          |       |     |
| D                        | 34 | Leonan           |       |     |
| D                        | 38 | Jesiel           |       |     |
| C                        | 18 | Lucas Cândido    | 45+2’ |     |
| C                        | 22 | Carlos Eduardo   |       |     |
| A                        | 17 | Hyuri            |       | 71’ |
| A                        | 23 | Clayton          |       | 58’ |
| A                        | 46 | Luis Guilherme   |       |     |
| Allenatore:              |    |                  |       |     |
| Marcelo Oliveira         |    |                  |       |     |

| Grêmio (4-4-2)    |    |                  |          |       |
|                   |    |                  |          |       |
| P                 | 1  | Marcelo Grohe    | 77’      |       |
| D                 | 33 | Edílson          | 36’      |       |
| D                 | 3  | Pedro Geromel    |          |       |
| D                 | 4  | Walter Kannemann |          |       |
| D                 | 26 | Marcelo Oliveira |          |       |
| C                 | 12 | Walace           |          |       |
| C                 | 8  | Maicon (c)       | 66’      |       |
| C                 | 17 | Ramiro           |          | 87’   |
| C                 | 10 | Douglas          |          | 80’   |
| A                 | 7  | Luan             |          | 90+2’ |
| A                 | 32 | Pedro Rocha      | 54’, 66’ |       |
| A disposizione:   |    |                  |          |       |
| P                 | 20 | Leo Jardim       |          |       |
| D                 | 6  | Fred             |          | 90+2’ |
| D                 | 13 | Wallace Oliveira |          |       |
| D                 | 15 | Rafael Thyere    |          |       |
| D                 | 34 | Iago             |          |       |
| C                 | 25 | Jailson          |          | 87’   |
| C                 | 28 | Kaio             |          |       |
| A                 | 11 | Everton          |          | 80’   |
| A                 | 19 | Tyroane Sandows  |          |       |
| A                 | 23 | Miller Bolaños   |          |       |
| A                 | 38 | Guilherme        |          |       |
| A                 | 91 | Henrique Almeida |          |       |
| Allenatore:       |    |                  |          |       |
| Renato Portaluppi |    |                  |          |       |

#### Ritorno
| Arbitro: | Luiz Flávio de Oliveira |

|             |           |               |
| Bolaños 88’ | Marcatori | 90+1’ Cazares |

| Grêmio | Atlético-MG |

| Grêmio (4-4-2)    |    |                  |       |     |
|                   |    |                  |       |     |
| P                 | 1  | Marcelo Grohe    | 85’   |     |
| D                 | 33 | Edílson          |       |     |
| D                 | 3  | Pedro Geromel    |       |     |
| D                 | 4  | Walter Kannemann | 90+3’ |     |
| D                 | 26 | Marcelo Oliveira |       |     |
| C                 | 12 | Walace           |       |     |
| C                 | 8  | Maicon (c)       |       |     |
| C                 | 17 | Ramiro           |       | 78’ |
| C                 | 10 | Douglas          |       | 86’ |
| A                 | 11 | Everton          |       | 90’ |
| A                 | 7  | Luan             |       |     |
| A disposizione:   |    |                  |       |     |
| P                 | 20 | Leo Jardim       |       |     |
| D                 | 6  | Fred             |       | 90’ |
| D                 | 13 | Wallace Oliveira |       |     |
| D                 | 15 | Rafael Thyere    |       |     |
| D                 | 34 | Iago             |       |     |
| C                 | 25 | Jailson          |       | 78’ |
| C                 | 27 | Lincoln          |       |     |
| C                 | 28 | Kaio             |       |     |
| A                 | 19 | Tyroane Sandows  |       |     |
| A                 | 23 | Miller Bolaños   | 90+2’ | 86’ |
| A                 | 38 | Guilherme        |       |     |
| A                 | 91 | Henrique Almeida |       |     |
| Allenatore:       |    |                  |       |     |
| Renato Portaluppi |    |                  |       |     |

| Atlético Mineiro (4-3-3) |    |                  |            |     |
|                          |    |                  |            |     |
| P                        | 1  | Victor           |            |     |
| D                        | 2  | Marcos Rocha     |            |     |
| D                        | 31 | Gabriel          |            |     |
| D                        | 4  | Frickson Erazo   | 19’, 90+3’ |     |
| D                        | 39 | Fábio Santos     | 70’        |     |
| C                        | 5  | Rafael Carioca   |            |     |
| C                        | 8  | Leandro Donizete |            | 69’ |
| C                        | 21 | Júnior Urso      |            | 46’ |
| A                        | 27 | Luan             |            | 75’ |
| A                        | 9  | Lucas Pratto (c) |            |     |
| A                        | 7  | Robinho          |            |     |
| A disposizione:          |    |                  |            |     |
| P                        | 20 | Giovanni         |            |     |
| D                        | 15 | Edcarlos         |            |     |
| D                        | 19 | Carlos César     |            |     |
| D                        | 29 | Patric           |            |     |
| D                        | 34 | Leonan           |            |     |
| D                        | 38 | Jesiel           |            |     |
| C                        | 11 | Juan Cazares     |            | 69’ |
| C                        | 18 | Lucas Cândido    |            | 75’ |
| A                        | 13 | Carlos           |            |     |
| A                        | 17 | Hyuri            |            |     |
| A                        | 23 | Clayton          |            |     |
| A                        | 70 | Maicosuel        |            | 46’ |
| Allenatore:              |    |                  |            |     |
| Diogo Giacomini          |    |                  |            |     |

## Verdetti

### Qualificazione per la Coppa Sudamericana
Le sei squadre eliminate prima degli ottavi di finale con il miglior piazzamento nella Série A 2015 o nella Série B 2015 si qualificano per la Coppa Sudamericana 2016 insieme alla vincitrice della Copa do Nordeste 2016 (Santa Cruz) e alla vincitrice della Copa Verde 2015 (Cuiabá).
| Squadra          | Posizione 2015 | Turno raggiunto in coppa |
| ---------------- | -------------- | ------------------------ |
| Sport Recife     | 6° in Série A  | Primo turno              |
| Santos           | 7° in Série A  | Ottavi di finale         |
| Cruzeiro         | 8° in Série A  | Ottavi di finale         |
| Athl. Paranaense | 9° in Série A  | Ottavi di finale         |
| Ponte Preta      | 11° in Série A | Ottavi di finale         |
| Flamengo         | 12° in Série A | Secondo turno            |
| Fluminense       | 13° in Série A | Ottavi di finale         |
| Chapecoense      | 14° in Série A | Terzo turno              |
| Coritiba         | 15° in Série A | Secondo turno            |
| Figueirense      | 16° in Série A | Terzo turno              |
| Botafogo         | 1° in Série B  | Ottavi di finale         |
| Santa Cruz       | 2° in Série B  | Terzo turno              |
| Vitória          | 3° in Série B  | Terzo turno              |
| América-MG       | 4° in Série B  | Terzo turno              |
| Avaí             | 17° in Série A | Secondo turno            |
| Vasco da Gama    | 18° in Série A | Ottavi di finale         |
| Goiás            | 19° in Série A | Secondo turno            |
| Joinville        | 20° in Série A | Secondo turno            |

| Legenda | Legenda |
| ------- | --- |
|         | Squadre qualificate |
|         | Squadre qualificate agli ottavi di finale della competizione, non eleggibili per la qualificazione alla Coppa Sudamericana 2016 |

1. ↑  Santa Cruz qualificato alla Coppa Sudamericana 2016 come vincitore della Copa do Nordeste 2016.

## Classifica marcatori
Dati aggiornati al 7 dicembre 2016.
| Gol |  |  | Giocatore        | Squadra          |
| --- |  |  | ---------------- | ---------------- |
| 6   |  |  | Marinho          | Vitória          |
| 5   |  |  | Ramón Ábila      | Cruzeiro         |
| 5   |  |  | João Paulo       | Ypiranga-RS      |
| 4   |  |  | André Lima       | Athl. Paranaense |
| 4   |  |  | Aylon            | Internacional    |
| 4   |  |  | Bruno Moraes     | Santa Cruz       |
| 4   |  |  | Lucas Pratto     | Atlético Mineiro |
| 4   |  |  | Ricardo Oliveira | Santos           |
| 4   |  |  | Roberto Pítio    | Gama             |